# Sojoez T-7
Sojoez T-7 (ook: 13425) was een Russische bemande ruimtevlucht uit 1982 naar Saljoet 7. Ruim negentien jaar nadat Valentina Teresjkova als eerste vrouw een ruimtevlucht maakte, verbleef opnieuw een vrouwelijke kosmonaut in de ruimte.

## Bemanning
De bemanning werd gevormd door twee mannen en een vrouw. Gezagvoerder Leonid Popov maakte zijn derde vlucht, boordwerktuigkundige Aleksandr Serebrov en onderzoeker Svetlana Savitskaja gingen beide voor het eerst omhoog. Deze Sojoez woog 6850 kg.

## Vluchtverloop

### Lancering en koppeling
Sojoez T-7 verliet het platform op 19 augustus 1982 met een Sojoez draagraket vanaf Tjoeratam te Bajkonoer. De capsule kwam in een baan met een apogeum van 280 km, een perigeum van 228 km en een omlooptijd van 89,5 minuten. De inclinatie bedroeg 51,6° bij een excentriciteit van 0,00392. Een dag later koppelde het drietal aan het achterluik. De stationsbemanning, bestaande uit Anatoli Berezovoj en Valentin Lebedev heette hen welkom. De volgende dag wisselden ze de stoelvoeringen tussen Sojoez T-7 en T-5 uit. Voor terugkeer naar de Aarde gebruikte men de Sojoez T-5, zodat de relatief nieuwe T-7 ter beschikking kwam van Berezovoj en Lebedev.

### Experimenten
Uiteraard vereiste de aanwezigheid van een vrouw enige aanpassingen aan boord. Uit privacyoverwegingen nam Savitskaja daarom haar intrek in het werkcompartiment van de T-7, die persoonlijke post en wetenschappelijke experimenten naar het station bracht. Gedurende de korte tijd aan boord, verrichtte de bemanning technologisch en wetenschappelijk onderzoek en deed proeven betreffende microzwaartekracht.

## Terugkeer
Popov, Serebrov en Savitskaja keerden met Sojoez T-5 naar de Aarde terug op 27 augustus. Het trio landde op 190 km oostelijk van Jezqazğan, na een vlucht van 7 dagen, 21 uur en 52 minuten. Ze hadden 126 keer om de Aarde gecirkeld. Popov had hiermee zijn laatste vlucht gemaakt, de andere twee werden voor toekomstige missies uitverkozen. 
1 ·
2 ·
3 ·
4 ·
5 ·
6 ·
7 ·
8 ·
9 ·
10 ·
11 ·
12 ·
13 ·
14 ·
15 ·
16 ·
17 ·
18A ·
18 ·
19 ·
20 ·
21 ·
22 ·
23 ·
24 ·
25 ·
26 ·
27 ·
28 ·
29 ·
30 ·
31 ·
32 ·
33 ·
34 · 
35 ·
36 ·
37 ·
38 ·
39 ·
40

T-1 ·  
T-2 ·
T-3 ·
T-4 ·
T-5 · 
T-6 ·
T-7 · 
T-8 ·
T-9 · 
T-10-1 ·
T-10 · 
T-11 ·
T-12 · 
T-13 ·
T-14 · 
T-15